# Omiltemia parvifolia
Omiltemia parvifolia är en måreväxtart som beskrevs av Attila L. Borhidi och K.Velasco. Omiltemia parvifolia ingår i släktet Omiltemia och familjen måreväxter. Inga underarter finns listade i Catalogue of Life.